# Туристичка организација Велико Градиште
| Туристичка организација Велико Градиште |                                             |
|                                         |                                             |
| Оснивач:                                | Општина Велико Градиште                     |
| Основана:                               |                                             |
| Седиште:                                | Војводе Путника 2, · Велико Градиште Србија |
| Веб презентација                        | ТО Велико Градиште                          |
| Контакт:                                | 012/663-179                                 |

Туристичка организација Велико Градиште је једна од јавних установа општине Велико Градиште.